# 樂泰
樂泰（生年不詳—1323年），或譯呂泰，他是素可泰王國帕鑾王朝君主，約1298年至1323年間在位。樂泰是前任國王蘭甘亨的兒子。
蘭甘亨崩逝後，原先臣服於素可泰的藩屬首領大都叛離。勃固國王出兵攻佔土瓦、丹那沙林，南方的烏通崛起，日後烏通王將建立強大的阿瑜陀耶王國。樂泰熱衷佛教，仿製了數個錫蘭佛足印，他的虔誠使他也有達摩羅闍（意為法王）的稱號